# Zorleni
Zorleni es una comuna ubicada en el distrito de Vaslui, Rumania.

## Superficie
Posee una superficie de 133,4 kilómetros cuadrados.

## Demografía
Hasta 2021 la población era de 8804 habitantes, con una densidad de población de 65,98 habitantes por kilómetro cuadrado.